# 己硼烷(12)
己硼烷(12)是一种无机化合物，化学式为B6H12，它是无色的可燃液体，易水解。它的纯净样品稳定性更高，其它硼烷杂质会促进它的分解。它曾被Stock和Siecke在1924年发表但后来被撤回，在1960年，Gibbins和Shapiro通过质谱对其进行了确认。
它可通过在激波管中热解乙硼烷或三硼氢化物和酸反应制得，并通过气相色谱进行分离。它可以和三甲胺反应，生成2(CH3)3N·B5H9和(CH3)3N·BH3。